# Musée régional de Kinkinhoué
Le Musée régional de Kinkinhoué est un musée béninois érigé en musée le 07 juin 2014 gouvernement béninois est localisé dans la ville de commune de Djakotomey dans le département du Couffo

## Localisation
Le Musée régional de Kinkihoué se situe dans l'arrondissement de Kinkinhoué commune de Djakotomey au palais de la chefferie de Essoun Houinou et occupe une superficie d'environ 3 hectares.

## Histoire
Dans le cadre de sa préservation, le gouvernement béninois l'érige en musée, le 07 juin 2014 à travers un document qui permet de préserver l'histoire du musée régionale de Kinkinhoué et d'avoir une idée de son architecture et d'apprécier la valeur des objets touristiques qui s'y trouvent.

## Tourisme, Bâtiments, Équipements et services présents
- Wifi :  Non
- Sites web du musée :  Non
- Parking pour visiteurs :  Oui
- Hall de réception :  Oui
- Présence de guides et / ou conservateurs au musée :  Oui
- Galerie marchande pour achat d'ouvrages:  Oui (Possibilités d'achats d'œuvres ?) :  Non
- Espace restauration/toilettes pour visiteurs :  Oui
- Possibilité de prise de vue (photo des collections sans flash) :  Oui
- Cadre de recherches (scientifiques...) :  Oui
- Partenariats avec d'autres institutions :  Oui
- Tarifs d'entrée :

| Jours            | Heure         |
| ---------------- | ------------- |
| Lundi – Dimanche | 08h00 – 17h30 |

## Galerie d'image

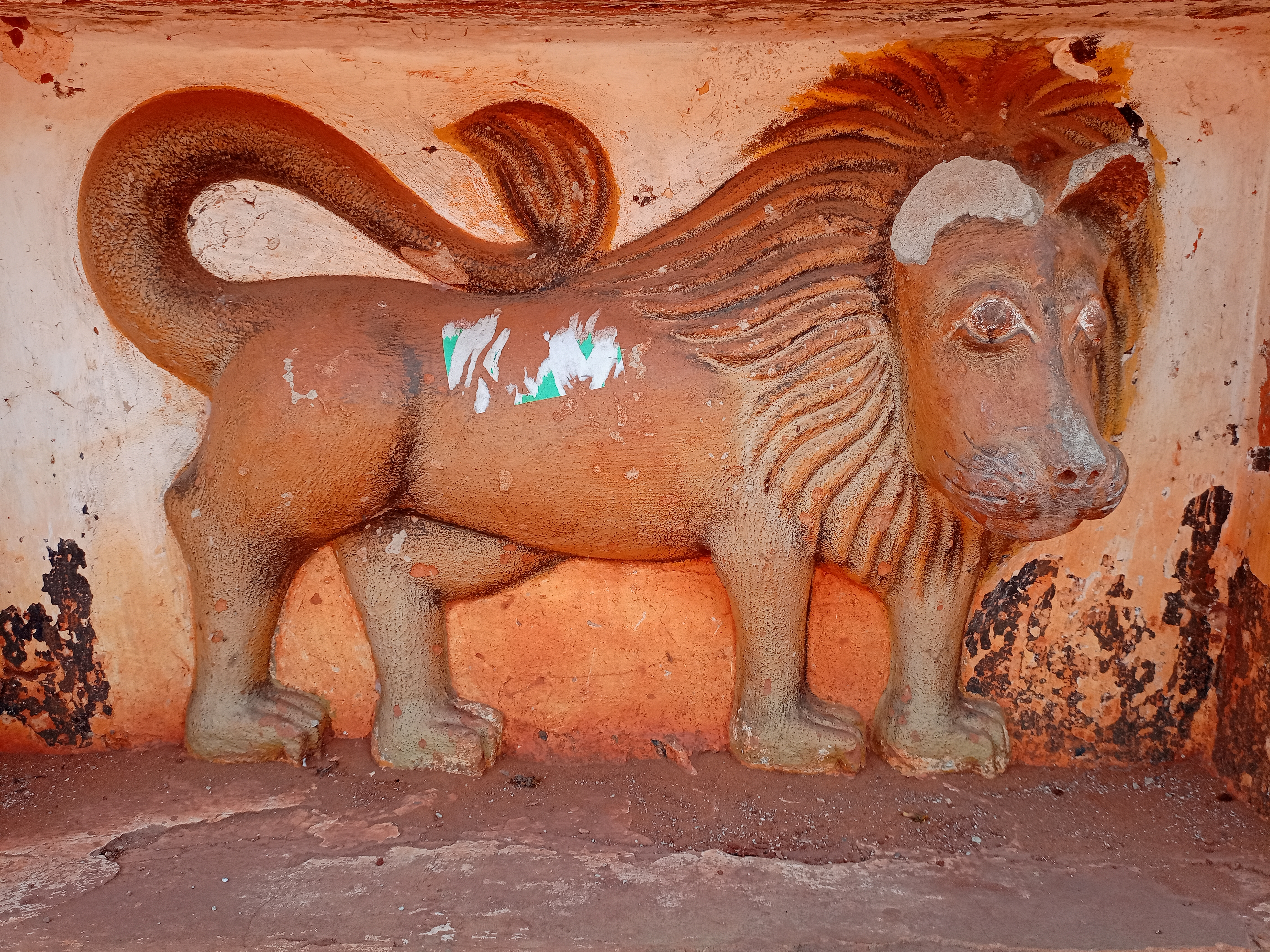
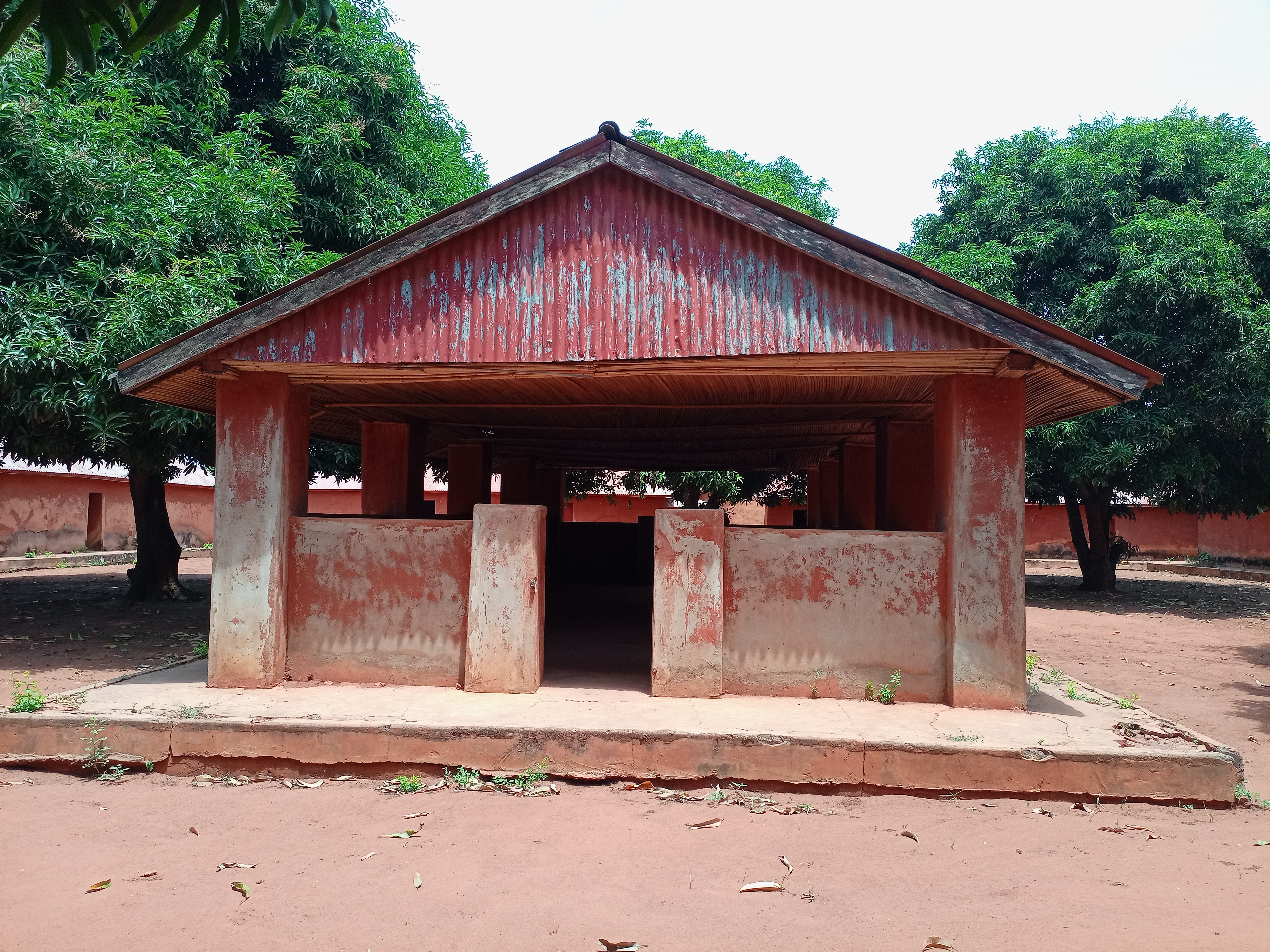
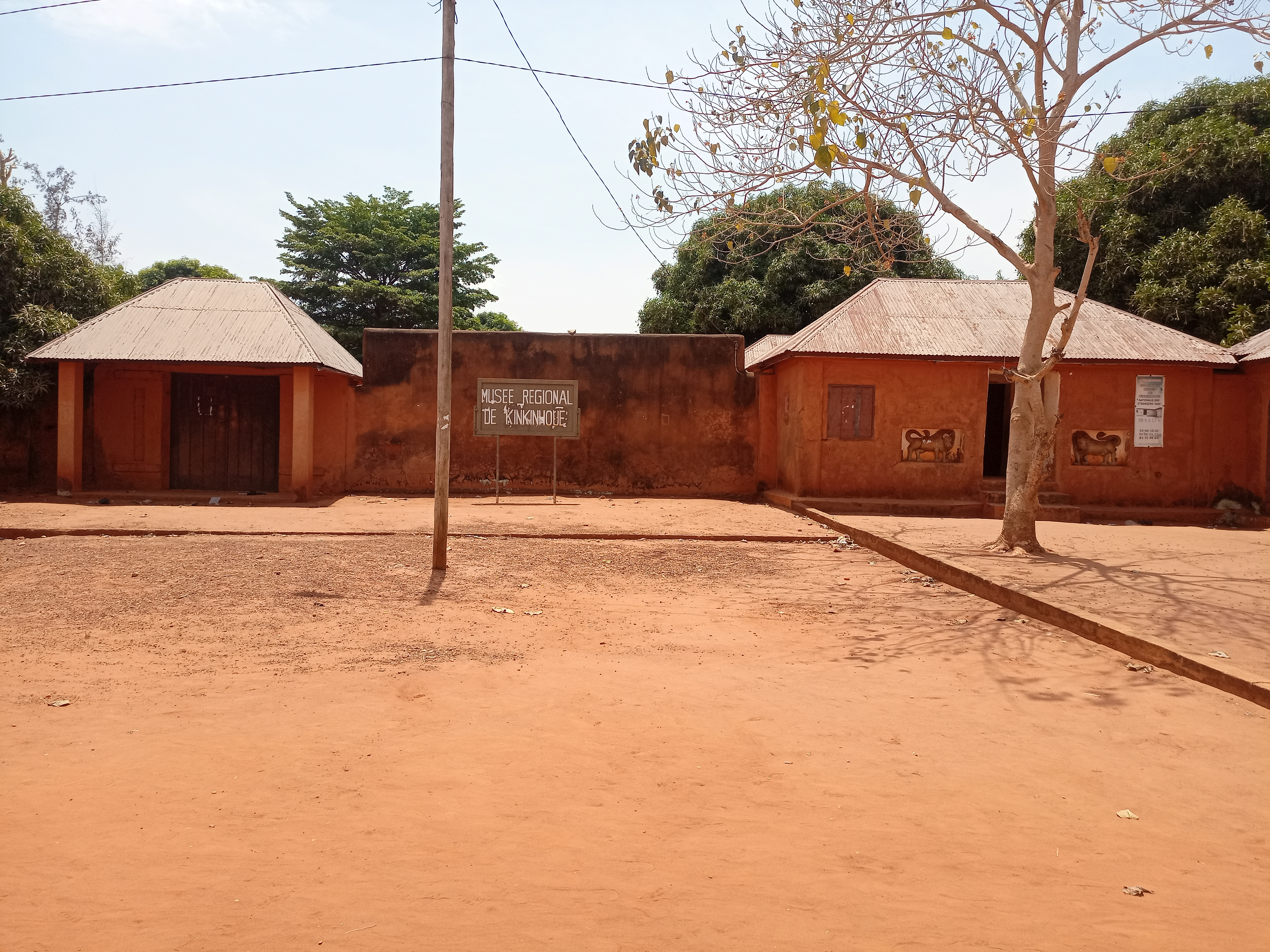
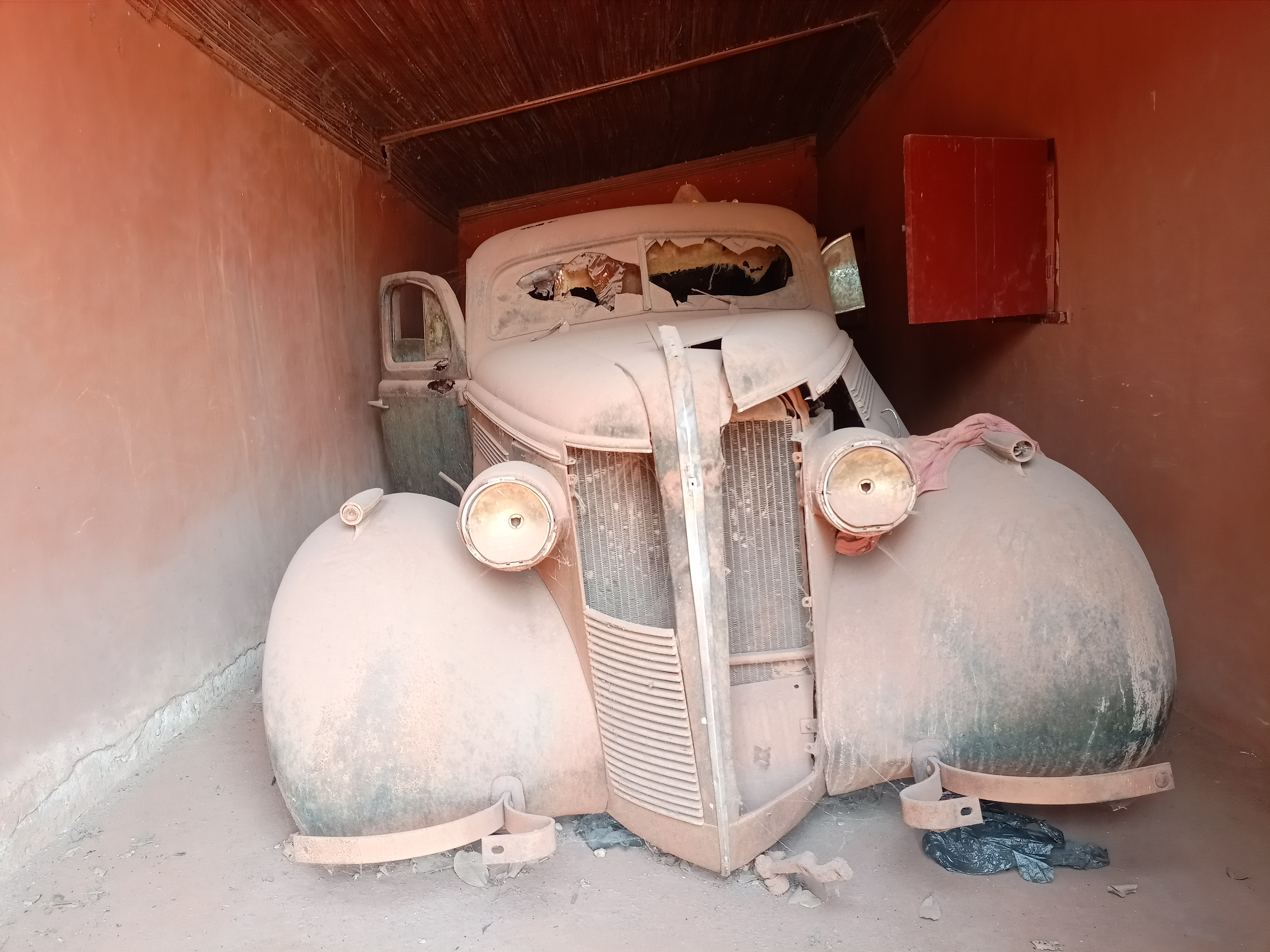